# Sid Melton
Sid Melton, eigentlich Sidney Meltzer (* 22. Mai 1917 in Brooklyn, New York City; † 2. November 2011 in Burbank, Kalifornien), war ein US-amerikanischer Schauspieler.

## Leben
Der gebürtige Sidney Meltzer war eines von fünf Kindern des Komikers Isidore Meltzer (1890–1968) und seiner Frau Fanny. Er debütierte 1939 auf der Theaterbühne und konnte dank seines älteren Bruders, dem Drehbuchautor Lewis Meltzer (1911–1995), in der 1941 erschienenen Komödie New York Town als Filmschauspieler debütieren. Sein Broadwaydebüt gab er 1947 und seinen ersten Schauspielvertrag mit einem Filmstudio unterschrieb er 1949 mit Lippert Pictures, wodurch er in mehreren Low-Budget-Produktionen mitspielte.
Am 2. November 2011 verstarb Melton im Alter von 94 Jahren an den Folgen einer Lungenentzündung im Providence St. Joseph Medical Center.

## Filmografie (Auswahl)

### Film
- 1941: New York Town
- 1942: Blondie Goes to College
- 1946: Der Todesreifen (Suspense)
- 1947: Jagd nach Millionen (Body and Soul)
- 1949: Cowboy-Gangster (Tough Assignment)
- 1949: Tritt ab, wenn sie lachen (Always Leave Them Laughing)
- 1949: Vor verschlossenen Türen (Knock on Any Door)
- 1950: Jack der Killer (Western Pacific Agent)
- 1950: Radar-Geheimpolizei (Radar Secret Service)
- 1950: Gangster von Chicago (Hi-Jacked)
- 1951: Die Hölle von Korea (The Steel Helmet)
- 1951: Trommeln der Wildnis (Savage Drums)
- 1957: Kein Platz für feine Damen (This Could Be the Night)
- 1957: Warum hab’ ich ja gesagt? (Designing Woman)
- 1958: Babys auf Bestellung (The Tunnel of Love)
- 1959: Ein Schuß und 50 Tote (Alias Jesse James)
- 1959: Die Haltlosen (The Beat Generation)
- 1960: J.D., der Killer (The Rise and Fall of Legs Diamond)
- 1972: Lady Sings the Blues
- 1974: Als die Erde aufbrach (The Day the Earth Moved)
- 1990: Zoff in Hooterville (Return to Green Acres)

### Serie
- 1954–1956: Captain Midnight (16 Folgen)
- 1957–1959: Dezernat M (M Squad, zwei Folgen)
- 1959–1963: Make Room for Daddy (49 Folgen)
- 1968: Bezaubernde Jeanie Fernsehserie Staffel 4, Folge 19
- 1965–1969: Green Acres (32 Folgen)
- 1970–1971: Make Room for Granddaddy (11 Folgen)
- 1987–1991: Golden Girls (The Golden Girls, acht Folgen)
- 1993–1995: Harrys Nest (Empty Nest, fünf Folgen)